# Charles-François Landry
Pour les articles homonymes, voir Landry.
Charles-François Landry, né le 19 mars 1909 à Lausanne et mort à Vevey le 23 février 1973, est un écrivain suisse,. 

## Biographie
Charles-François Landry passe une partie de sa jeunesse dans le sud de la France avant de s'établir sur les rives du Léman. Il connaît une enfance difficile entre des parents déchirés qui le battent. Très vite, il se réfugie dans la nature et dans la solitude. Son goût pour l'écriture se manifeste dès les années de collège. À vingt ans, il publie son premier recueil poétique Imagerie.
Après divers séjours en France, Charles-François Landry se fixe définitivement en Suisse et réussit à vivre de la plume, même si ce choix lui fait souvent côtoyer la misère. Après avoir écrit de la poésie, Charles-François Landry passe au roman et à des récits historiques et lyriques consacrés notamment à Davel ainsi qu'à Charles le Téméraire. Il décrit avec talent les paysages et les mœurs de la Provence ainsi que la campagne vaudoise et met en scène des gens simples aux prises avec les difficultés de l'existence. 
Ses publications lui valent la reconnaissance du monde littéraire romand et français : en 1935, il obtient le Prix des conteurs occitaniens ; en 1938, le Prix Schiller pour Diégo ; en 1939 le Prix décerné par la revue Suisse romande. Le Mas Méjas est couronné par le jury du Prix de la Guilde du Livre ; en 1951, le Prix Veillon distingue La Devinaize, son récit le plus achevé ; enfin, le Grand Prix C.F. Ramuz lui est attribué en 1960 pour l'ensemble de son œuvre. Dès 1970, les Éditions Rencontre publient ses Œuvres choisies.
En 1938 Charles-François Landry est transporté en ambulance d'Uzès à Lausanne pour être soigné pour une pleurésie et séjournera ensuite et ce jusqu'à la fin de ses jours en Suisse, au château de Glérolles (Rivaz). 31 ans plus tard, c'est à l'hôpital de la Providence à Vevey  qu'il décédera le 23 février 1973 ; il est enterré dans le cimetière de Saint-Saphorin en Lavaux.

## Œuvres
- Nouvelles méridionales, Lausanne, Éditions Plaisir de Lire
- Imagerie, Lausanne, Éd. des lettres de Lausanne, 1929
- Contrepoisons, Paris, Revue moderne des arts et de la vie, 1932
- Un grand morceau de paradis, Uzès, H. Peladan, 1937
- La journée chez Mercier, Parpaillon, Éd. de la Cagarole, 1937
- Diego, Lausanne, La Guilde du livre, 1938
- Baragne, Lausanne, La Guilde du livre, 1939
- Bord du monde, Lausanne, L'Abbaye du livre, 1940 et Campiche (Campoche 75) 2014,  (ISBN 978-2-88241-389-5)
- De Pimperlin à Parpaillon, Lausanne, Marguerat, 1940
- La brume de printemps, Lausanne, Marguerat, 1941
- La route d'Espagne, Lausanne, Marguerat, 1941
- Le merle de novembre, Lausanne, La Guilde du livre, 1942 et Campiche (Campoche 73), 2014,  (ISBN 978-2-88241-381-9)
- Le temps des amandiers, Paris, Corrêa, 1942
- Saint Augustin proie de Dieu Lausanne, Mermod, 1943
- Le Mas-Méjac, Lausanne, La Guilde du livre, 1944 et Campiche (Campoche 76), 2015,  (ISBN 978-2-88241-399-4)
- Cassien : suite au "Mas-Méjac", Lausanne, La Guilde du livre, 1945 et Campiche (Campoche 77), 2016,  (ISBN 978-2-88241-403-8)
- Le pavé de Paris : (ainsi s'en vont les jours!), Fribourg, LUF [Librairie de l'Université] Egloff, 1947
- Garcia, Rolle, Eynard, 1947
- Basilida : petit roman de la jeunesse et de la plus douce mélancolie, Lausanne, Ed. des Terreaux, 1948
- Les grelots de la mule, Rolle, Eynard, 1948
- Reine, Paris, La Guilde du livre, 1948
- Domitienne, Rolle : Eynard, 1949
- Mon pauvre frère Judas, Lausanne, Roth et Sauter, 1949
- La devinaize, Lausanne, La Guilde du livre 1950 et Campiche (Campoche 70), 2013,  (ISBN 978-2-88241-332-1)[3]
- Le ciel d'eau, Lausanne, La Guilde du livre, 1951
- "Provence", avec 47 photographies de Rudolf Pestolazzi, Pierre Cailler, Genève, 1951
- L'orgue de barbarie, Paris, P. Seghers, 1951
- Chambre noire, Paris, P. Seghers, 1952
- La diligence de Pourveyrolles : récit d'un amour, Lausanne, Éd. des Terreaux, 1953
- Arbres, Genève, P. Cailler, 1953
- Tamyre ou les exigences de l'amour, Paris, Flammarion, 1954
- Glérolles, Lausanne, Roth et Sauter, 1954
- Suzan, Paris, Flammarion, 1955 et Campiche (Campoche 71), 2013,  (ISBN 978-2-88241-339-0)
- Les Nouvelles Orgues de la Cathédrale de Lausanne, Éd. ?, 1955
- Le fruit défendu, Lausanne, Éd. Au Verseau, 1956
- Imprimerie, navire des idées, Lausanne, Éd. Imprimeries Populaires, 1957
- Jura, continent secret, Le Locle, Éd. Zodiac, 1957
- La terre vaudoise et ses vignes, Lausanne, Éd. Roth & Sauter, 1958
- Magie du rail, Pully, Éd. Amart, 1958
- Pour un peu plus d'humanité, Lausanne, Éd. SVSN, 1959
- Les ruines de Houdan, Zürich, Éd. Œuvres suisses des lectures pour la jeunesse, 1959
- Charles, dernier duc de Bourgogne, Lausanne : La Guilde du livre, 1960
- Regards sur Venise, Lausanne, Éd. des Terreaux, 1962
- La ronde des mois, Zürich, Éd. Rascher, 1963 (existe aussi en allemand)
- Quelques curiosités des chiffres et du calcul, Lausanne, Éd. Union vaudoise du crédit, 1964
- Les étés courts, Bienne, Éd. du Panorama, 1964
- Jean-Daniel-Abraham Davel, le patriote sans patrie, Lausanne : Plaisir de lire, [1964] et Campiche (Campoche 58), 2012,  (ISBN 978-2-88241-367-3)
- Dix poèmes inédits tirés du "Bel aujourd'hui", Lausanne : Éd. du Verseau, 1965
- L'arbre, Lausanne-Nancy, Éd. A. Eiselé, 1966
- Splendeurs et misères de l'or, La Chaux-de-Fonds, Éd. Guillot, 1966
- Vaud, Genève, Éd. Générales, 1967
- Moulins en poésie, Rivaz, Éd. Minoteries coopératives du Léman, 1967
- La prière de Noël, dite par Pierre Fresnay, 45 tours, Éd. Croix de Camargue - Alain Burnand, 1968
- Moissons et vendanges, Lausanne, Au Verseau, 1969
- L'affaire Henri Froment, Bienne, Éd. Panorama, 1963, Lausanne, Éd. Rencontre, 1970 et Campiche (Campoche 61), 2012,  (ISBN 978-2-88241-317-8)
- Et commenter la pierre, enrichi de huit gravures au carborundum de James Coignard, 60 exemplaires numérotés, Genève, Éd. de la Cour St-Pierre, 1974

Pièces de théâtre :
- Caïn, 1957
- Faust 58, 1958
- Samson, 1959
- Le prix d'une montagne, 1960
- Socrate ou l'actualité, 1961
- Œdipe en révolte, 1962
- Les lois, 1963
- Le cycle de Merlin, 1964
- Mon pauvre frère Judas, 1968
- L'Archer (L'Odyssée), 1969
- La geste de Bacchos, 1971

## Distinctions
- 1935  Prix des conteurs occitaniens
- 1938  Prix Schiller pour Diego
- 1939  Prix de la Guilde du Livre pour Le Mas Méjac
- 1940  Diego obtient 4 voix au Goncourt
- 1940  Prix de la Revue suisse romande pour la nouvelle Coupe du Monde
- 1944  Prix Schiller
- 1947  Grand Prix de la Littérature Rhodanienne
- 1947  Prix Schiller
- 1951  Prix Veillon pour La Devinaize
- 1954  Grand Prix des Amitiés Françaises qu'il partage avec Gilbert Cesbron
- 1959  Prix Chatrian
- 1960  Grand prix C.F. Ramuz pour l'ensemble de son œuvre.
- 1968  Grand Prix mondial Paul Gilson pour Mon pauvre frère Judas, oratorio radiophonique.

## Sources
- « Charles-François Landry », sur la base de données des personnalités vaudoises sur la plateforme « Patrinum » de la Bibliothèque cantonale et universitaire de Lausanne.
- Roger Francillon, « Charles-François Landry » dans le Dictionnaire historique de la Suisse en ligne, version du 30 août 2006.
- Histoire de la littérature en Suisse romande, sous la direction de Roger Francillon, vol. 3, p. 246-250
- A. Nicollier, H.-Ch. Dahlem, Dictionnaire des écrivains suisses d'expression française, vol. 1, p. 524-527
- P.-O. Walzer, Dictionnaire des littératures suisses, p. 214-215

## Fonds manuscrits
Bibliothèque cantonale et universitaire - Lausanne 